# Metrioidea varicornis
Metrioidea varicornis är en skalbaggsart som först beskrevs av J. L. Leconte 1868.  Metrioidea varicornis ingår i släktet Metrioidea och familjen bladbaggar. Inga underarter finns listade i Catalogue of Life.